# سیارک ۱۷۷۲۰
سیارک ۱۷۷۲۰ (به انگلیسی: 17720 Manuboccuni، نامگذاری:1997XH10) هفده هزار و هفتصد و بیستمین سیارک کشف شده‌است که در ۷ دسامبر ۱۹۹۷ کشف شد.
قدر مطلق سیارک برابر ۱۱.۷ است.